# Zimowy Puchar Europy w Rzutach 2007
7. Zimowy Puchar Europy w Rzutach – zawody lekkoatletyczne, które odbyły się 17 i 18 marca 2007 w Jałcie (Ukraina).

## Rezultaty

### Mężczyźni

#### Seniorzy

##### Pchnięcie kulą
| Pozycja | Zawodnik        | Rezultat |
| ------- | --------------- | -------- |
| 1.      | Jurij Biłonoh   | 19,95 SB |
| 2.      | Pawieł Łyżyn    | 19,86 SB |
| 3.      | Manuel Martínez | 19,10 SB |

| Pozycja | Zawodnik          | Rezultat |
| ------- | ----------------- | -------- |
| 1.      | Dimitri Gonczaruk | 19,42 SB |
| 2.      | Andrij Semenow    | 19,37 PB |
| 3.      | Dominik Zieliński | 18,82 SB |

##### Rzut dyskiem
| Pozycja | Zawodnik            | Rezultat     |
| ------- | ------------------- | ------------ |
| 1.      | Gerd Kanter         | 65,43 SB     |
| 2.      | Piotr Małachowski   | 65,06 SB     |
| 3.      | Ercüment Olgundeniz | 64,34 NR, PB |

| Pozycja | Zawodnik        | Rezultat |
| ------- | --------------- | -------- |
| 1.      | Hannes Kirchler | 61,58 SB |
| 2.      | Michał Hodun    | 59,73 SB |
| 3.      | Serhij Pruhło   | 57,73 SB |

##### Rzut młotem
| Pozycja | Zawodnik      | Rezultat |
| ------- | ------------- | -------- |
| 1.      | Primož Kozmus | 77,99 SB |
| 2.      | Iwan Cichan   | 77,79 SB |
| 3.      | Eşref Apak    | 76,68 SB |

| Pozycja | Zawodnik        | Rezultat |
| ------- | --------------- | -------- |
| 1.      | Igor Winiczenko | 73,57    |
| 2.      | Marco Lingua    | 72,20    |
| 3.      | Pawieł Krywicki | 71,86    |

##### Rzut oszczepem
| Pozycja | Zawodnik            | Rezultat |
| ------- | ------------------- | -------- |
| 1.      | Magnus Arvidsson    | 76,27 SB |
| 2.      | Ainārs Kovals       | 74,64    |
| 3.      | Wadzim Jautuchowicz | 71,80    |

| Pozycja | Zawodnik             | Rezultat |
| ------- | -------------------- | -------- |
| 1.      | Igor Suchomlinow     | 83,34 PB |
| 2.      | Ołeksandr Tertycznyj | 74,48    |
| 3.      | Alaksandr Aszomka    | 69,88    |

#### Młodzieżowcy – U23

##### Pchnięcie kulą
| Pozycja | Zawodnik      | Rezultat |
| ------- | ------------- | -------- |
| 1.      | Luka Rujević  | 19,45 SB |
| 2.      | Lajos Kürthy  | 18,49 SB |
| 3.      | Daniel Anglés | 18,35    |

##### Rzut dyskiem
| Pozycja | Zawodnik         | Rezultat |
| ------- | ---------------- | -------- |
| 1.      | Dmytro Isniuk    | 58,23 PB |
| 2.      | Siergiej Gribkow | 57,79    |
| 3.      | Mihai Grasu      | 57,57    |

##### Rzut młotem
| Pozycja | Zawodnik           | Rezultat |
| ------- | ------------------ | -------- |
| 1.      | Andriej Azarienkow | 72,41    |
| 2.      | Ołeksij Sokyrski   | 67,61    |
| 3.      | Kristóf Németh     | 67,40    |

##### Rzut oszczepem
| Pozycja | Zawodnik          | Rezultat     |
| ------- | ----------------- | ------------ |
| 1.      | Roman Awramenko   | 73,96 SB     |
| 2.      | Aleksiej Towarnow | 69,41        |
| 3.      | Melik Dżanojan    | 69,34 NR, PB |

### Kobiety

#### Seniorki

##### Pchnięcie kulą
| Pozycja | Zawodnik         | Rezultat |
| ------- | ---------------- | -------- |
| 1.      | Petra Lammert    | 18,67 SB |
| 2.      | Assunta Legnante | 18,31 SB |
| 3.      | Julija Leanciuk  | 17,92 SB |

| Pozycja | Zawodnik      | Rezultat |
| ------- | ------------- | -------- |
| 1.      | Chiara Rosa   | 18,14 SB |
| 2.      | Helena Engman | 16,59 SB |
| 3.      | Filiz Kadoğan | 16,47 SB |

##### Rzut dyskiem
| Pozycja | Zawodnik             | Rezultat |
| ------- | -------------------- | -------- |
| 1.      | Franka Dietzsch      | 66,14 SB |
| 2.      | Mélina Robert-Michon | 63,48 SB |
| 3.      | Ołena Antonowa       | 60,30 SB |

| Pozycja | Zawodnik                 | Rezultat |
| ------- | ------------------------ | -------- |
| 1.      | Natalija Fokina-Semenowa | 60,51 SB |
| 2.      | Wolha Czarnahorowa       | 58,75 SB |
| 3.      | Dragana Tomašević        | 57,78 SB |

##### Rzut młotem
| Pozycja | Zawodnik          | Rezultat |
| ------- | ----------------- | -------- |
| 1.      | Manuela Montebrun | 72,65    |
| 2.      | Tatjana Łysienko  | 72,05    |
| 3.      | Ester Balassini   | 68,70    |

| Pozycja | Zawodnik          | Rezultat |
| ------- | ----------------- | -------- |
| 1.      | Stéphanie Falzon  | 68,68    |
| 2.      | Kathrin Klaas     | 68,05 SB |
| 3.      | Clarissa Claretti | 67,17    |

##### Rzut oszczepem
| Pozycja | Zawodnik      | Rezultat |
| ------- | ------------- | -------- |
| 1.      | Steffi Nerius | 63,14 SB |
| 2.      | Goldie Sayers | 60,02 SB |
| 3.      | Zahra Bani    | 58,95 SB |

| Pozycja | Zawodnik          | Rezultat |
| ------- | ----------------- | -------- |
| 1.      | Maryna Nowik      | 57,78 PB |
| 2.      | Urszula Jasińska  | 57,54 PB |
| 3.      | Claudia Coslovich | 57,40 SB |

#### Młodzieżowcy – U23

##### Pchnięcie kulą
| Pozycja | Zawodnik           | Rezultat |
| ------- | ------------------ | -------- |
| 1.      | Anna Awdiejewa     | 17,32 SB |
| 2.      | Alena Kopec        | 15,74 SB |
| 3.      | Josephine Terlecki | 15,37 SB |

##### Rzut dyskiem
| Pozycja | Zawodnik        | Rezultat |
| ------- | --------------- | -------- |
| 1.      | Nadine Müller   | 60,35    |
| 2.      | Kateryna Karsak | 56,91 SB |
| 3.      | Liliana Cá      | 53,95    |

##### Rzut młotem
| Pozycja | Zawodnik           | Rezultat |
| ------- | ------------------ | -------- |
| 1.      | Maryja Smalaczkowa | 66,78    |
| 2.      | Bianca Perie       | 66,00 SB |
| 3.      | Dorotea Habazin    | 61,82    |

##### Rzut oszczepem
| Pozycja | Zawodnik         | Rezultat |
| ------- | ---------------- | -------- |
| 1.      | Marija Abakumowa | 59,42 SB |
| 2.      | Sinta Ozoliņa    | 55,03 SB |
| 3.      | Linda Stahl      | 55,02    |